# Simplified molecular-input line-entry system

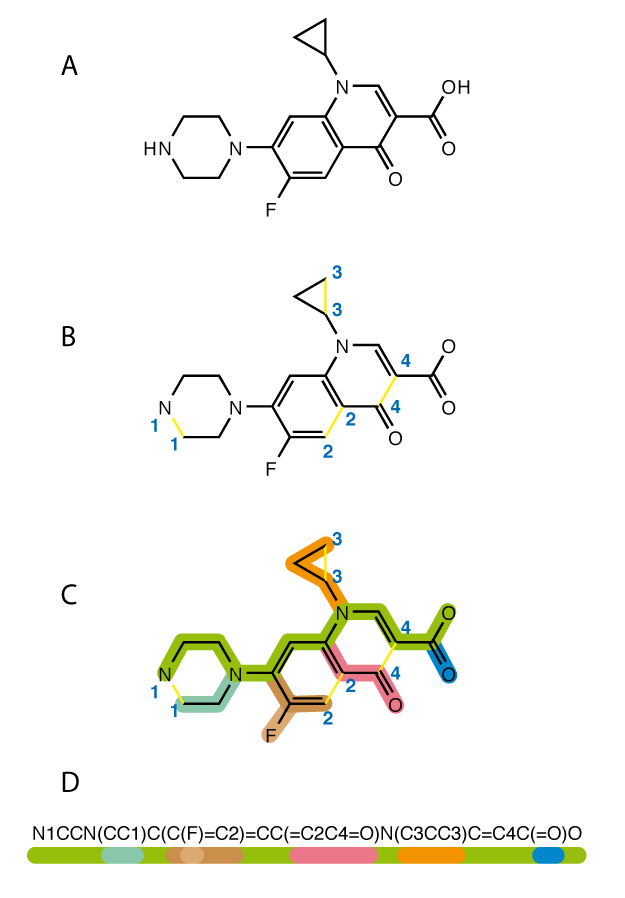
Un exemplu de SMILES

Simplified molecular-input line-entry system, cunoscut și sub denumirea de SMILES este o specificație în formă de notație liniară pentru descrierea structurii a unei molecule a unei substanțe chimice.